# バヤール級装甲艦
バヤール級装甲艦 (La Classe Bayard Cuirassé à coque en fer Class) は、フランス海軍が建造した装甲艦の艦級である。フランス海軍では二等装甲蒸気フリゲートと分類していた。

## 概要
本艦は前級である「ラ・ガリソニエール級」の改良型であるが、本級は二等装甲艦でありながら主砲は全て旋回式のバーベットに配置される砲塔装甲艦となった。

## 艦形と武装

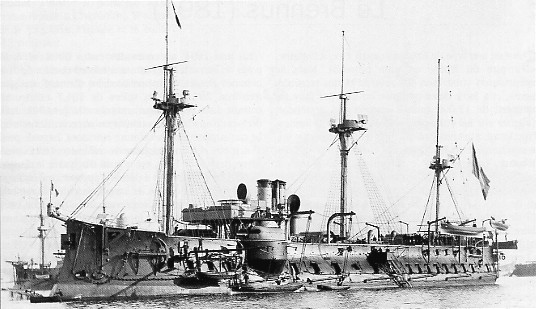
左舷から撮影された近代化改装後の「バヤール」。本級は24cm主砲全てが旋回砲塔に収められ、広い射界を得ていた。

船体の基本形状は前級と同じく艦首水面下に衝角をもつ平甲板型船体に3本のマストと中央部に2本煙突を持つ当時の一般的なフランス装甲艦の形態である。本級は5,000トン台の小型の艦形でありながら「アミラル・デュプレ」と同じく、船体中央部に主砲の「1870年型 24cm（19口径）単装砲」を収めた円形のバーベットを片舷1基ずつ計2基と、2本煙突と2番マストの間に1基、2番マストと3番マストの間に1基の計4基を配置した。
これにより従来の舷側に砲門を持つ艦に比べ、前後方向への主砲火力を持つ事と成った。副砲の「1858年型 19.3cm（-口径）単装砲」は艦首に設けられた砲門から1基と艦尾に1基を配置していた。その他に「1870年型 13.8cm（30口径）単装砲」が舷側の砲郭内に片舷3基ずつ計6基が配置されており、床面には円弧状のレールで砲架を旋回・移動させる事ができ、少ない門数でも砲身を出した砲門を支点として砲尾部を動かすことにより広い射界が得られた。これにより前後方向に最大で24cm砲2門・19.3cm砲1門を、舷側方向に最大で24cm砲3門、13.8cm砲3門を指向することが出来た。

## 同型艦
- バヤール (Bayard)

1876年10月にブレスト海軍造船所にて起工、1880年3月進水、1882年竣工、1899年除籍後、解体業者に売却。
- テュレンヌ (Turenne)

1876年にロリアン造船所にて起工、1879年10月進水、1882年竣工、1901年除籍後、解体業者に売却。

## 参考図書
- 「世界の艦船増刊　フランス戦艦史」（海人社）
- 「Conway All The World's Fightingships 1860-1905」（Conway）